# Getijdenboek van Lorenzo de' Medici de jongere
Het Getijdenboek van Lorenzo de' Medici de jongere is een verlucht getijdenboek voor gebruik van Rome dat gemaakt werd in opdracht van Paus Leo X of Giovanni di Lorenzo de' Medici als huwelijksgeschenk voor zijn neef Lorenzo II de Medici. Het huwelijk met Madeleine de la Tour d’Auvergne, dochter van de graaf van Auvergne vond plaats op 5 mei 1518 in het Kasteel van Amboise in Frankrijk. Het handschrift wordt nu bewaard in de collectie van de Fundación Lázaro Galdino in Madrid als Ms 133312.

## Beschrijving
Het bijzonder kleine handschrift bestaat uit 158 perkamenten folia van 60 bij 40 mm groot. De tekst is geschreven in het Latijn in een enkele kolom met 16 lijnen per bladzijde. Het schrift is een Romeinse rotunda. Het boek bevat elf pagina’s met miniaturen en gedecoreerde marges en zestien bladzijden met gedecoreerde marges. In de miniaturen en de margedecoratie werd overvloedig bladgoud gebruikt. Er zijn ook talrijke versierde initialen van 1 tot 12 regels hoog en bij de grotere werd ook dikwijls gewerkt met een ondergrond uit bladgoud.
Het manuscript werd verlucht in Florence waarschijnlijk door Boccardino de oudere (Boccardi, Giovanni di Giuliano), Boccardino de jongere (Francesco Boccardi) en Stefano di Tommaso. In de miniaturen is de Vlaamse invloed duidelijk merkbaar. Hoogtepunten in de verluchting zijn de miniatuur met de Annunciatie waarin een mooi architecturaal perspectief te zien is en de miniatuur met een zicht op Florence waarop de koepel van de Duomo is te herkennen. In de ondermarge van de gedecoreerde pagina’s wordt steeds een medaillon geschilderd, met een wapenschild, een buste van een bekend persoon, een heilige, een vaas of een dier.
Doorheen het handschrift vindt men emblemen van de familie de' Medici. Op verschillende pagina’s staan diamanten afgebeeld waarop het woord "Semper" gegraveerd is. Het is een embleem dat staat voor de kracht en het lange leven van de koninklijke familie. Een ander embleem bestaat uit drie in elkaar grijpende ringen en veders die verwijzen naar de deugden van geloof, hoop en naastenliefde. Het embleem van een lauriertak met een medaillon met daarin de letters "glovis" een achrosticon van "Gloria, Lode, Onore, Vittoria, Giustizia en Sapienza" is een ander embleem dat door de Medici"s gebruikt werd om hun macht en glorie te illustreren.

## Web links
- Afbeeldingen op Ziereis facsimiles.